# Carl Galster (Schauspieler, 1810)
Carl Friedrich Heinrich Galster (* 30. Juni 1810 in Berlin; † 9. November 1864 in Hamburg) war ein deutscher Schauspieler.

## Leben
Galster wurde 1810 in Berlin als ein Sohn des aus Göttingen stammenden Handlungsgehilfen und späteren Kaufmanns und Geschäftsführers Johann Heinrich Conrad Galster (um 1780–1854) aus dessen 1801 geschlossener erster Ehe mit Maria Dorothea Aumann geboren. Sein Vater ging 1817 nach der Scheidung seine zweite Ehe mit Marie Luise Hartwich ein. Insgesamt hatte Carl Galster sechs Geschwister und Halbgeschwister.
Als Schauspieler ausgebildet, begann er seine Karriere als komischer Darsteller am alten Königstädter Theater in seiner Heimatstadt. Im September 1840 wechselte er zum Hoftheater in Neustrelitz, wodurch er sich Mecklenburgischer Hofschauspieler nennen konnte. Im Jahr 1847 wurde er vom neuen Direktor Jean Baptist Baison am vereinigten Stadt- und Thaliatheater in Hamburg engagiert und blieb dort bis 1852, ging dann zurück nach Berlin an das Friedrich-Wilhelmstädtische Theater  unter Direktor Karl August Görner, mit dem er bereits in Neustrelitz zusammengearbeitet hatte, und zuletzt mit Görner wieder nach Hamburg, wo er im Alter von 54 Jahren starb.
In Berlin hatte Galster  am 20. Juni 1840 Auguste Fischer (* 8. Juni 1815 in Klosterfelde, Kreis Niederbarnim; † 10. August 1900 in Deutsch-Wilmersdorf) geheiratet. Das Ehepaar hatte vier Töchter und zwei Söhne, die allesamt bereits als Kinder zunächst in Neustrelitz und dann in Hamburg vom Vater in den Kinderrollen der Theaterstücke besetzt wurden. Fünf der Kinder wirkten auch im Erwachsenenalter weiterhin als Schauspieler: Adele, Georgine, Cäsar, Carl der Jüngere und schließlich Henriette (1852–1944), die mit dem Schauspieler Robert Lanius (1832–1890) verheiratet war.